# Liste des ducs de Saxe-Saalfeld, de Saxe-Cobourg-Saalfeld et de Saxe-Cobourg et Gotha
Pour les articles homonymes, voir Saxe-Cobourg-Saalfeld et Saxe-Cobourg et Gotha.
Le titre de duc de Saxe-Saalfeld (en allemand, Herzog von Sachsen-Saalfeld) est un titre nobiliaire allemand donné à partir de 1680 à une branche cadette du rameau ernestin de la maison de Wettin. Le titre a évolué en fonction des ajouts territoriaux : à partir de 1735, il devient duc de Saxe-Cobourg-Saalfeld (en allemand, Herzog von Sachsen-Coburg-Saalfeld) et entre 1826 à 1918, duc de Saxe-Cobourg et Gotha (en allemand, Herzog von Sachsen-Coburg und Gotha).
Les chefs de famille après Charles-Édouard, dernier duc de Saxe-Cobourg et Gotha, portent le titre de « prince de Saxe-Cobourg et Gotha » (en allemand, Prinz von Sachsen-Coburg und Gotha).

## Liste des ducs de Saxe-Saalfeld
En 1680, le duché de Saxe-Gotha est partagé entre les huit fils d’Ernest Ier. Jean-Ernest, dernier fils d’Ernest Ier, reçoit la Saxe-Saalfeld, duché créé ex nihilo pour lui. La partie qu’il reçoit est la plus modeste compte tenu de sa place dans la fratrie.
Le nouveau titre est un titre héréditaire qui reprend la loi salique.
| Rang | Portrait                               | Duc | Période                                     | Maison                                                         |
| ---- | -------------------------------------- | --- | ------------------------------------------- | -------------------------------------------------------------- |
| 1    | Jean-Ernest, duc de Saxe-Saalfeld      | Jean-Ernest Né le 22 août 1658 à Gotha (Saxe-Gotha) — Mort le 17 février 1729 à Saalfeld (Saxe-Saalfeld)                     | 1680 — 17 février 1729 (entre 49 et 50 ans) | Maison de Saxe-Gotha (fils d’Ernest Ier de Saxe-Gotha)         |
| 2    | Christian-Ernest, duc de Saxe-Saalfeld | Christian-Ernest Né le 18 août 1683 à Saalfeld (Saxe-Saalfeld) — Mort le 4 septembre 1745 à Saalfeld (Saxe-Cobourg-Saalfeld) | 17 février 1729 — 1735 (entre 6 et 7 ans)   | Maison de Saxe-Saalfeld (fils de Jean-Ernest de Saxe-Saalfeld) |

## Liste des ducs de Saxe-Cobourg-Saalfeld
Le 6 août 1699, à la mort du duc Albert de Saxe-Cobourg, sans descendants, Jean-Ernest prend possession du duché de son frère aîné.
En 1735, un arbitrage impérial donne raison aux Saxe-Saalfeld, et octroie le titre de duc de Saxe-Cobourg-Saalfeld au précédent duc de Saxe-Saalfeld, Christian-Ernest. 
| Rang | Portrait                                       | Duc | Période                                                            | Maison                                                                             |
| ---- | ---------------------------------------------- | --- | ------------------------------------------------------------------ | ---------------------------------------------------------------------------------- |
| 1    | Christian-Ernest, duc de Saxe-Cobourg-Saalfeld | Ernest Ier Né le 18 août 1683 à Saalfeld (Saxe-Saalfeld) — Mort le 4 septembre 1745 à Saalfeld (Saxe-Cobourg-Saalfeld)       | 1735 — 4 septembre 1745 (entre 9 et 10 ans)                        | Maison de Saxe-Saalfeld (fils de Jean-Ernest de Saxe-Saalfeld)                     |
| 2    | François-Josias, duc de Saxe-Cobourg-Saalfeld  | François-Josias Né le 25 septembre 1697 à Saalfeld (Saxe-Saalfeld) — Mort le 16 septembre 1764 à Rodach (Saxe-Saalfeld)      | 4 septembre 1745 — 16 septembre 1764 (19 ans et 12 jours)          | Maison de Saxe-Cobourg-Saalfeld (fils d’Ernest Ier de Saxe-Cobourg-Saalfeld)       |
| 3    | Ernest II, duc de Saxe-Cobourg-Saalfeld        | Ernest II Né le 8 mars 1724 à Saalfeld (Saxe-Cobourg-Saalfeld) — Mort le 8 septembre 1800 à Cobourg (Saxe-Cobourg-Saalfeld)  | 16 septembre 1764 — 8 septembre 1800 (35 ans, 11 mois et 23 jours) | Maison de Saxe-Cobourg-Saalfeld (fils de François-Josias de Saxe-Cobourg-Saalfeld) |
| 4    | François, duc de Saxe-Cobourg-Saalfeld         | François Né le 17 juillet 1750 à Cobourg (Saxe-Cobourg-Saalfeld) — Mort le 7 décembre 1806 à Cobourg (Saxe-Cobourg-Saalfeld) | 8 septembre 1800 — 7 décembre 1806 (6 ans, 2 mois et 29 jours)     | Maison de Saxe-Cobourg-Saalfeld (fils d’Ernest II de Saxe-Cobourg-Saalfeld)        |
| 5    | Ernest III, duc de Saxe-Cobourg-Saalfeld       | Ernest III Né le 2 janvier 1784 à Cobourg (Saxe-Cobourg-Saalfeld) — Mort le 24 janvier 1844 à Gotha (Saxe-Cobourg et Gotha)  | 7 décembre 1806 — 12 novembre 1826 (19 ans, 11 mois et 5 jours)    | Maison de Saxe-Cobourg-Saalfeld (fils de François de Saxe-Cobourg-Saalfeld)        |

## Liste des ducs de Saxe-Cobourg et Gotha
La mort sans héritiers du duc Frédéric IV de Saxe-Gotha-Altenbourg conduit au redécoupage des limites des duchés de la maison de Wettin. Le 12 novembre 1826, le traité de partage entérine que le duc Ernest III reçoit (entre autres) le duché de Saxe-Gotha et perd Saalfeld. De ce fait, le titre du duc évolue.
| Rang | Portrait                                      | Duc | Période                                                         | Maison                                                                                                 |
| ---- | --------------------------------------------- | --- | --------------------------------------------------------------- | --- |
| 1    | Ernest Ier, duc de Saxe-Cobourg et Gotha      | Ernest Ier Né le 2 janvier 1784 à Cobourg (Saxe-Cobourg-Saalfeld) — Mort le 24 janvier 1844 à Gotha (Saxe-Cobourg et Gotha)   | 12 novembre 1826 — 24 janvier 1844 (17 ans, 2 mois et 12 jours) | Maison de Saxe-Cobourg-Saalfeld (fils de François de Saxe-Cobourg-Saalfeld)                            |
| 2    | Ernest II, duc de Saxe-Cobourg et Gotha       | Ernest II Né le 21 juin 1818 à Cobourg (Saxe-Cobourg-Saalfeld) — Mort le 22 août 1893 à Friedrichroda (Saxe-Cobourg et Gotha) | 24 janvier 1844 — 22 août 1893 (49 ans, 4 mois et 29 jours)     | Maison de Saxe-Cobourg et Gotha (fils d’Ernest Ier de Saxe-Cobourg et Gotha)                           |
| 3    | Alfred Ier, duc de Saxe-Cobourg et Gotha      | Alfred Ier Né le 6 août 1844 à Windsor (Royaume-Uni) — Mort le 30 juillet 1900 à Cobourg (Saxe-Cobourg et Gotha)              | 22 août 1893 — 30 juillet 1900 (7 ans, 1 mois et 8 jours)       | Maison de Saxe-Cobourg et Gotha (fils d’Albert de Saxe-Cobourg et Gotha et de Victoria du Royaume-Uni) |
| 4    | Charles-Édouard, duc de Saxe-Cobourg et Gotha | Charles-Édouard Né le 19 juillet 1884 à Esher (Royaume-Uni) — Mort le 6 mars 1954 à Cobourg (Allemagne)                       | 30 juillet 1900 — 14 novembre 1918 (18 ans, 3 mois et 15 jours) | Maison de Saxe-Cobourg et Gotha (fils de Léopold d’Albany)                                             |

## Liste des prétendants au trône de Saxe-Cobourg et Gotha
À la suite de la révolution de 1918 en Allemagne qui conduit à la chute du régime impérial, les princes allemands perdent leurs trônes. Le duc Charles-Édouard perd ainsi son duché (démembré au profit des länder de Bavière et de Thuringe). Ses descendants sont prétendants au trône de Saxe-Cobourg et Gotha.
| Rang  | Portrait                                         | Prince | Période                                                     | Maison                                                                             |
| ----- | ------------------------------------------------ | --- | ----------------------------------------------------------- | ---------------------------------------------------------------------------------- |
| « 4 » | Charles-Édouard, duc de Saxe-Cobourg et Gotha    | Charles-Édouard Né le 19 juillet 1884 à Esher (Royaume-Uni) — Mort le 6 mars 1954 à Cobourg (Allemagne)       | 14 novembre 1918 — 6 mars 1954 (35 ans, 3 mois et 20 jours) | Maison de Saxe-Cobourg et Gotha (fils de Léopold d’Albany)                         |
| « 5 » | Frédéric-Josias, prince de Saxe-Cobourg et Gotha | Frédéric-Josias Né le 29 novembre 1918 à Cobourg (Allemagne) — Mort le 23 janvier 1988 à Amstetten (Autriche) | 6 mars 1954 — 29 novembre 1988 (32 ans, 8 mois et 23 jours) | Maison de Saxe-Cobourg et Gotha (fils de Charles-Édouard de Saxe-Cobourg et Gotha) |
| « 6 » | Andreas, prince de Saxe-Cobourg et Gotha         | Andreas Né le 21 mars 1943 à Kasel-Golzig (Allemagne)                                                         | Depuis le 29 novembre 1988 (36 ans, 3 mois et 13 jours)     | Maison de Saxe-Cobourg et Gotha (fils de Frédéric-Josias de Saxe-Cobourg et Gotha) |